# IIIMF
IIIMF（全稱 Internet/Intranet Input Method Framework）「互聯網／內聯網輸入法框架」是由 Red Hat 主導開發的多語言輸入法平台，由創造 XIM（X Window System Input Method）協定的同一組人提出，由 Fedora Core 2 開始代替 XCIN 作為預設中文輸入法平台， XCIN 架在其上成為模組；主要優點是可直接切換輸入法（包括繁簡體中文）而毋須先轉換 Locale。Fedora Core 5 開始改為以 SCIM 為預設輸入法平台。